# Viniana Riwai
Viniana Riwai (6 de junho de 1991) é uma jogadora de rugby sevens fijiana.

## Carreira
Viniana Riwai integrou o elenco da Seleção Fijiana Feminina de Rugbi de Sevens, na Rio 2016, que foi 8º colocada.